# João Vaz Corte-Real
João Vaz Corte-Real (portugalsky ʒu̯ɐ̃u̯ vaʃ ˈkoɾtɯ ʁiˈaɫ) (? – 1496) byl portugalský mořeplavec, který v roce 1474 plul v západním Atlantiku, kde objevil Zemi Tresky (Terra do Bacalhão). Spekuluje se, že tento neznámý ostrov byl možná Newfoundland. Pokud by to byla pravda, byl by v Americe asi dvacet let před Kolumbem, ale pro naprostý nedostatek důkazů to zůstává zcela spekulativní.
Je známo, že mu byl v roce 1472 přidělen ostrov São Jorge Island na Azorských ostrovech, který držel až do roku 1474, kdy mu přidělila ostrov Terceira matka krále Manuela I., Beatrix Portugalská, vévodkyně z Viseu. Zde se mu narodil syn Gaspar Corte-Real, který byl také mořeplavcem a prokazatelně doplul do Ameriky.